# Young in America
«Young in America» —en español: «Jóvenes en América»— es una canción interpretada por la cantante de country estadounidense Danielle Bradbery y escrita por Whitney Duncan, Jaren Johnston, y Kylie Sackley. Fue lanzado como el segundo sencillo de su álbum debut homónimo el 21 de abril de 2014.

## Recepción

### Comentarios de la crítica
Vickye Fisher del blog "For The Country Record", dio a la canción una revisión favorable, afirmando que "es un tema patriótico con una cantidad de interrelaciones y se asegura de nombrar a varias ciudades, y al mismo tiempo, mencionando cosas divertidas, como "jóvenes" que hacer, por lo que esta es una pista agradable que está obligado a atraer a los adolescentes. Además, Fisher dice "Young in America también mantiene línea de violín de las Dixie Chicks - y está presente en "El Corazón de las Dixie", además de la mandolina y la guitarra acústica para mantener los sonidos dulces, y una línea de tambor fuerte pero amplio para fomentar el baile. Similar al estilo de Jen Swirsky de "Country Music Chat", destaca el amplio rango vocal de Danielle. Y agrega que "Young in America" es la canción de Primavera/Verano perfecta para los jóvenes.

## Video musical
El video musical estuvo bajo la dirección de Shane Drake, el video de "Young in America" fue lanzado oficialmente el 16 de mayo de 2014. El vídeo comienza con Bradbery caminando por un campo, para ser recogida por sus amigos en un vehículo. A lo largo del video, se ve a Bradbery y sus amigos haciendo muchas actividades, como jugar con naipes, encendiendo fuegos artificiales, y corriendo por el bosque.

## Rendimiento en las listas
La canción alcanzó el puesto número 49 en la lista de Country Airplay, convirtiéndose en su sencillo más bajo en los charts hasta la fecha.
| Listas (2013-2014)             | Mejor posición |
| ------------------------------ | -------------- |
| US Country Airplay (Billboard) | 49             |